# Mirabello Cavalori

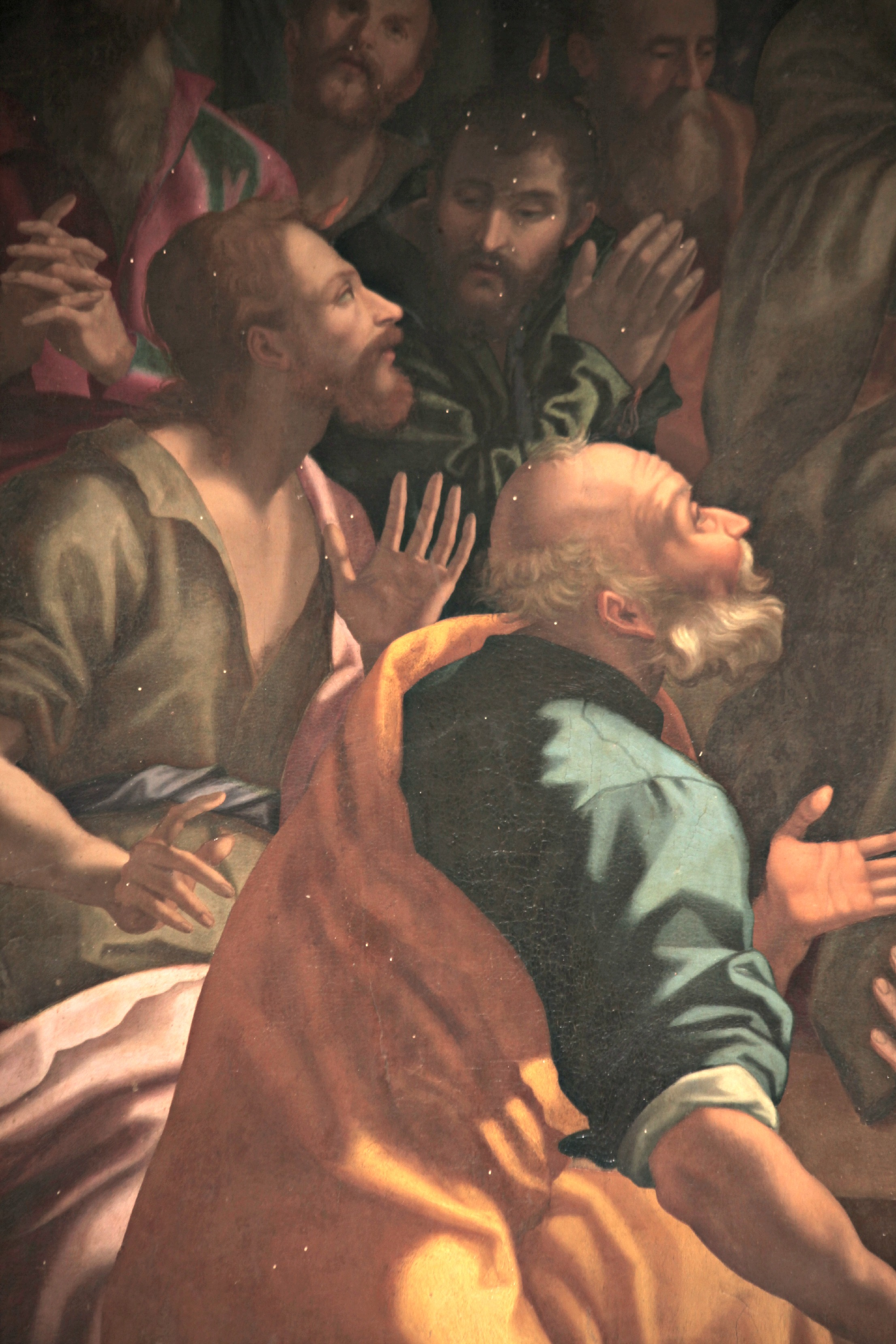
Detall de l'obra Pentacosta

Mirabello d'Antonio di Pacino Cavalori, també conegut com a Mirabello da Salincorno o Mirabello Cavalori (Salincorno, 1520/1535 - Florència, 27 d'agost de 1572), va ser un pintor manierista italià, íntimament relacionat amb el cercle de Giorgio Vasari.
Va ser un dels fundadors de l'Accademia del Disegno de Florència (1563), treballant en diversos projectes de gran envergadura: les decoracions per al funeral de Michelangelo Buonarroti en la basílica de San Lorenzo (1564); les festes nupcials de Francesc I de Mèdici amb Joana d'Àustria (1565).
Han quedat poquíssimes obres que el puguin ser atribuïdes amb total seguretat. A elles mostra una notable capacitat d'observació de la natura i una fina execució de mà. Apartant-se de l'alta maniera dominant en el seu temps, Cavalori va cercar com a referents a artistes com a Andrea del Sarto i al primer Pontormo. La seva prematura mort le va impedir cristal·litzar un estil que es revelava com més personal que el dels seus companys de generació.
Al cadafal de Miquel Àngel va col·laborar amb el seu amic i col·lega Girolamo Macchietti en les grisalles de Llorenç de Mèdici rep Miquel Àngel (obra perduda). Per a l'Arc de la Religió, una estructura efímera erigida en el recorregut de la processó nupcial de Francesc I, Cavalori va pintar un Sant Francesc fundant el Retir de Vernia i rebent els estigmes (obra perduda).
A la decoració del Studiolo de Francesc I al Palazzo Vecchio de Florència, Mirabello va col·laborar amb dues obres, Fàbrica de llanes i Sacrifici de Lavinia.

## Obres destacades
- Personatges en una discussió (c. 1560, National Gallery de Londres)
- Sacrifici de Lavinia (1565, Studiolo de Francesc I, Palazzo Vecchio, Florència)
- Fàbrica de llanes (1570-72, Studiolo de Francesc I, Palazzo Vecchio, Florència)
- Martirio de Santa Cristina (Whitfield Fine Art, Londres), en col·laboració amb Girolamo Macchietti.
- Isaac beneeix Jacob (abans a Col·lecció Loeser)
- Pentecosta (1555-1572, Capella del Spirito Santo, Badia Fiorentina, Florència)